# Yuju-Oper

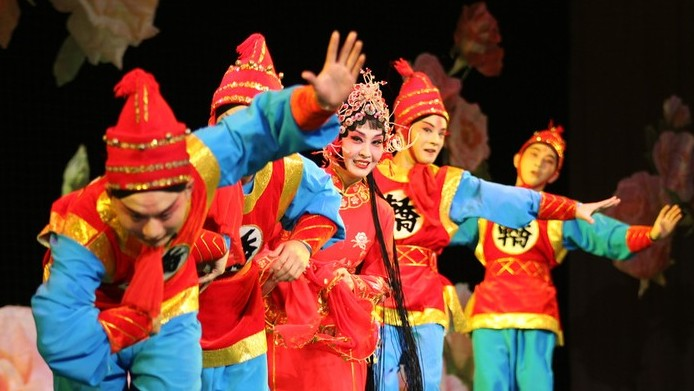
Yuju

Die Yuju-Oper (chinesisch 豫劇 / 豫剧, Pinyin Yùjù), auch Henan-Oper, Henan bangzi (nach der als Taktgeber verwendeten Klapper bangzi) und Yu-Oper, ist eine regionale Form der chinesischen Oper, die in der Provinz Henan entstand.

## Entstehung
Die Yuju-Oper entstand in der Spätzeit der Ming-Dynastie durch Verbindung der Shanxi- und Shaanxi-Oper mit dem lokalen Dialekt sowie lokalen Volksliedern der Henan-Provinz. Es existieren vier Schulen der Yuju-Oper, von denen heute nur noch der Hedong- und Hexistil verbreitet sind, während der Xiangfu- und Sahestil nicht mehr populär sind.